# Core in Fronte
Core in Fronte ("El cor endavant") és un moviment nacionalista cors creat el 21 de gener de 2018 a Corti. És el resultat del procés iniciat uns mesos abans pel Rinnovu, l'associació de Nebbiu Soffiu Novu i altres activistes del nacionalisme cors de cara a les eleccions territorials, i que havia obtingut el 6,69% dels vots.

## Presentació
Core in Fronte és un moviment independentista que fa campanya per l'adhesió de Còrsega a la plena sobirania mitjançant l'establiment d'un procés d'⁣autodeterminació. Core in Fronte reivindica els fonaments del nacionalisme cors, alhora que posa un fort èmfasi en les qüestions socials i la lluita contra les desigualtats. El moviment, però, mai va formar part de la coalició Pè a Corsica amb la qual discrepava en determinades qüestions.

## Cronologia de la participació electoral
L'any 2017, durant les eleccions territorials, Paul-Félix Benedetti va presentar una llista mitjançant l'enfocament Core in Fronte. La llista es posicionà més radicalment que Pè a Corsica, regionalista, en demanar obertament la independència. Aquesta llista va obtenir 6,69% dels vots.
A les eleccions municipals de 2020, les llistes de Core in Fronte es presentaren a les dues grans ciutats de l'illa (Bastia i Ajaccio). Paul-Félix Benedetti liderà la llista a Bastia i obtingué el 6,29%, l'advocat Jean-Marc Lanfranchi liderà la llista a Ajaccio, sumant el 4,51% dels vots. També s'elaborà una llista a Sartène per Paul-Michel Castellani, que assolí el 12,35% dels vots. El juny de 2021, el moviment va presentar una llista durant les eleccions territorials. Encapçalada per Paul-Félix Benedetti, la llista també va incloure activistes històrics com Paul Quastana, en sisena posició. Aquesta vegada la llista aconseguí classificar-se per a la segona volta; sumant el 8,39% dels vots al final de la primera volta i el 12,26% dels vots al final de la segona volta (és a dir, més de 16.000 vots), i aconseguint així sis escons a l'⁣Assemblea de Còrsega.

## Història: des de la creació deRinnovufins a l'enfocamentCore in Fronte
Core in Fronte prové principalment del moviment Rinnovu (renovació, en corso). L'any 2017, juntament amb l'associació Soffiu Novu (associació local de la regió de Nebbiu) i altres activistes del moviment nacionalista, Rinnovu va iniciar la llista Core in Fronte, de cara a les eleccions territorials. Reunint prop 8.000 voix, aquest plantejament es transforma, poc després, en un moviment polític. Un congrés fundacional en formalitza la creació el gener de 2018, i, al mateix temps, l'autodissolució de Rinnovu per a la creació d'aquest nou moviment.
Rinnovu va ser un moviment independentista cors fundat el 1998. Amb fama d'⁣esquerres i solidari amb l'acció clandestina com a mitjà de lluita.
Entre 2007 i 2008, Rinnovu va denunciar constantment l'anterior pla de desenvolupament i desenvolupament sostenible de Còrsega (PADDUC) impulsat per la majoria territorial dretana de l'època.
El setembre de 2008, el moviment, amb els moviments Corsica nazione indipendente, ANC-PSI i Strada diritta, defensa una aliança corsa dins de Corsica libera.
El 2012, Rinnovu va deixar Còrsega libera.

### Participacions electorals deRinnovu
Tot i que és conegut per les seves accions d'accions sobre el terreny anomenades coup de poing, Rinnovu també s'ha presentat regularment a les eleccions. L'any 1999, el moviment va participar en les eleccions territorials de Còrsega amb el nom de Rinnovu naziunale (4.4% de vots). La llista l'encapçalava Xavier Luciani, actual conseller territorial de Femu a Còrsega.
L'any 2001 es va presentar a les eleccions municipals de Bastia amb el nom de Rinnovu per Bastia (4,1% de vots).
L'any 2004, el moviment va participar en les eleccions territorials de Còrsega sota el nom de Per u rinnovu (Per a la renovació) liderat per Paul-Félix Benedetti, però no va arribar a la segona volta (1.909 vots i un 2,19% del total de vots).
L'any 2005 la formació va demanar un «no» al referèndum constitucional europeu.
L'any 2010, el moviment Corsica Libera, del qual forma part Rinnovu, es va presentar a les eleccions territorials de Còrsega amb el nom de Corsica Libera, liderat per Jean-Guy Talamoni i Paul-Félix Benedetti (9,85% dels vots a la segona volta). Paul-Félix Benedetti fou elegit i representaria el moviment a l'Assemblea.
El 2015, durant les eleccions territorials, Rinnovu va presentar una llista liderada per Paul-Félix Benedetti. Va obtenir 3.451 vots, un 2,58% dels vots totals emesos, que no li permeté arribar a la segona volta.